# تخطي التتبع
تخطي التتبع (بالإنجليزية: skiptrace)‏ هو فيلم كوميدي أكشن، أصدر عام 2015 من بطولة جاكي شان.

## قصة الفيلم
يتآمر محقق صيني مع مجرم أمريكي على رئيس عصابة خطير سيء السمعة.

## وصلات خارجية
- تخطي التتبع على موقع IMDb (الإنجليزية)
- تخطي التتبع على موقع ميتاكريتيك (الإنجليزية)
- تخطي التتبع على موقع روتن توميتوز (الإنجليزية)
- تخطي التتبع على موقع نتفليكس (الإنجليزية)
- تخطي التتبع على موقع قاعدة بيانات الأفلام العربية
- تخطي التتبع على موقع ألو سيني (الفرنسية)
- تخطي التتبع على موقع Turner Classic Movies (الإنجليزية)
- تخطي التتبع على موقع أول موفي (الإنجليزية)
- تخطي التتبع على موقع فيلمافينيتي (الإسبانية)
- تخطي التتبع على موقع قاعدة بيانات الفيلم (الإنجليزية)